# Křižanovice u Vyškova
Křižanovice u Vyškova település Csehországban, Vyškovi járásban. Křižanovice u Vyškova Hoštice-Heroltice, Topolany, Pustiměř és Vyškov településekkel határos. Lakosainak száma 145 fő (2024. január 1.).

## Népesség
A település lakosságának változását az alábbi diagram mutatja:
| Lakosok száma | 172  | 214  | 248  | 200  | 148  | 142  | 134  | 136  | 144  | 145  |
|               | 1869 | 1890 | 1921 | 1950 | 1980 | 2001 | 2017 | 2019 | 2022 | 2024 |